# 英國的奧古斯塔·索菲亞公主
奧古斯塔·索菲亞公主（英語：Princess Augusta Sophia，1768年11月8日—1840年9月22日），英國國王喬治三世和夏洛特王后的次女，喬治四世和威廉四世的妹妹，維多利亞女王姑姑，她終身未婚。

## 生平
奧古斯塔個性很害羞，且對群眾有些恐懼。她對於哥哥們與父親之間的政治爭論相當反感，因此將自己投入硬幣的收集當中。在青少年時期的奧古斯塔經常與姐姐夏洛特、妹妹伊莉莎白花時間陪伴父母，一同去戲院觀賞歌劇。
奧古斯塔時常與在漢諾威接受軍事訓練的哥哥威廉通信。奧古斯塔會告訴威廉家裡發生的事情，威廉則會送一些小禮物給她。
1785年，丹麥王子弗雷德里克向喬治三世表達希望能與一位英國公主結婚。然而，考慮到他以前嫁入丹麥王室的妹妹卡羅琳·瑪蒂爾達（即弗雷德里克之母）受到丈夫的冷漠待遇，喬治三世拒絕了這個提案。
奧古斯塔終生未婚。1840年，奧古斯塔於克拉倫斯府去世，享年71歲。她的一生經過了四位國王的統治：喬治三世、喬治四世、威廉四世與維多利亞女王。